# Nicolas Piat
Nicolas Piat (1690-1756) fue un abad, literato, profesor de bellas letras y escritor de Francia.
Chatonrupt vio nacer a Nicolas Piat que fue coadjunto de Rollin, después le sucedió en la cátedra de elocuencia, y rector de la universidad. Dejó una comedia en verso por título <<Les Mecontens>> (cita sacada de la obra de J. Carnandet Tablettes historiques du departament de la Haute-Marne, París, 1856)

## Biografía
Piat nació el 12 de febrero de 1690 a Chatonrupt, cerca de Joinville, de Louis Piat procurador fiscal y de Marie Desjardins, y fue enviado para hacer sus primeros estudios a Savonnières, cerca de Toul, un pensionado frecuentado por los más distinguidos de Lorena (Francia), completando sus estudios en el Colegio de Santa Bárbara, en París, donde recibe el grado de maestro de artes, y hace retórica y un curso de filosofía en la universidad.
En 1711, Piat ocupa la plaza de profesor de retórica en el colegio de Plessis, y en 1715 nombrado del regente del mismo colegio, y en 1718 profesa retórica hasta 1736 en el que Charles Rollin le designa como suplente de la silla de elocuencia latina del Colegio Real, en el que se muestra digno de reemplazar a su maestro.
Posteriormente, Piat, fue designado rector de la universidad y luego proclamado secretario, plaza  que ocupa hasta 1754, en la que sus infinitas ocupaciones le obligan a dimitir, y presenta como su sucesor en el Colegio Real al historiador Charles Lebeau (1701-1778) autor de Histoire du Bas-Empire, París, 1824-36, 21 vols. y Eloge historique de M. le comte de Caylus, París, 1752, y en 1756 se retira al colegio de Reims en París donde falleció y su cuerpo fue inhumado en la iglesia <<Saint-Etienne-du-Mont>>.
El duque de Orleans y el cardenal  Armand de Rohan-Soubise (1717-1756) sentían un gran estima por Piat, y el segundo le nombró prior de Saint-Hostien, en el distrito de Le Puy-en-Velay, como abad de la Silla de Dios., y sobresalió Piat por su oratoria con arengas y discursos que fueron más tarde imprimidos, y tuvo un hermano Louis Piat establecido en Tournay.
Piat, junto a los conocimientos profundos de la lengua griega y la lengua latina, unía un gusto puro del espíritu y la imaginación, y durante su rectorado declara que la recopilación de la historia universal del jesuita e historiador Horatio Tursellino (1545-1599), profesor del seminario del Colegio de Roma, encierra máximas peligrosas, justificando esta decisión en un discurso De interdicenda in scholis Horatio Tursellini epitome que imprimió con el decreto de la universidad y se encuentran otras piezas de Piat en Selecta carmina quorumdum universitatis professorum, y formó el proyecto de continuar la obra de Cesar Egasse Du Boulay (-1678) Historia universitatis parisiensis, Parisiis, 1665-73, 3 vols. (la facultad de teología publicó una censura a la obra de Du Boulay Cesura facultatis theologiae Parisiensis, 1667, a la cual respondió con Notae ad censuram editam nomine facultatis Parisiensis Theologicae in opus quod inscribur:..., 1667).

## Obras
- Egloga, cùm Ludovico XV,..., 1723, in-4º.
- Sur le mariage du roy (en latín)
- Marino Xenia in mortem spini
- Ludovico magno quùm nobilis adolescens Jacobus Bona Gigault de Bellefont,...
- Ode Alcaïque,.., 1720.
- Q. Horatii Flacci carmina,...., 1730.
- Les Mecontens (comedia)
- Continuación de la obra Historia universitatis parisiensis, ipsius fundationem,...
- Quid auxilii ad iis artibus ac disciplinis quae hic in coleggio Regio vigent,..
- Subjecit vir clarissimus de Eloquentia,...
- Otras